# 許彥真
許彥真（？—962年），五代十国南汉宦官。
許彦真在南汉中宗、南汉后主父子时担任内侍監。既他讒言殺害尚書左丞鍾允章，與龚澄枢在國中执政，久后，二人争權。大宝五年（962年），有人告发许彦真私通先朝李麗姬，龔澄樞將调查其事，许彦真害怕，與其子謀殺龔澄樞，龔澄樞派遣西班將軍王仁遇告发许彦真謀反，后主将他下獄，族誅。